# وستدونس (كورنوال)
وستدونس (بالإنجليزية: Westdowns)‏ هي قرية تقع في المملكة المتحدة في كورنوال.